# Parfleche

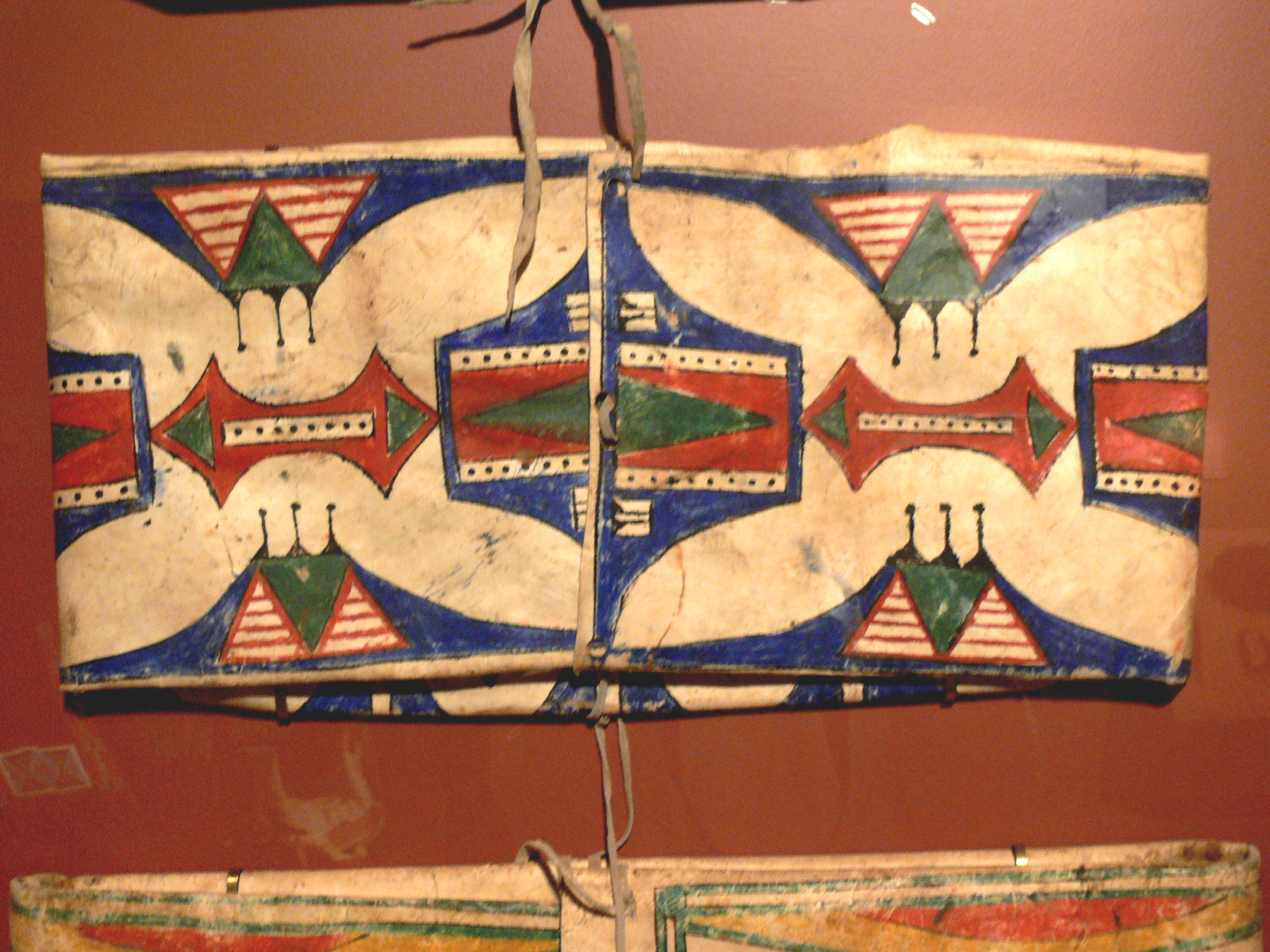
Parfleche Siuksów z ok. 1900 r.

Parfleche (wym. parflesz, z fr. parer – „strzec przed” i fleche – „strzała”) – rodzaj pojemnika z surowej skóry, zwykle składany jak koperta i malowany z wierzchu, służący w przeszłości do przechowywania odzieży, żywności i różnych podręcznych drobiazgów przez wędrujące po Wielkich Równinach plemiona Indian Ameryki Północnej. 
Stosowany przez ponad 40 plemion Indian Ameryki Północnej, w przeszłości wykonywany zwykle przez kobiety. Określenie nawiązuje do indiańskich tarcz z takiej samej surowej skóry, służących do ochrony przed strzałami. 
Obecnie jeden z wyrobów tradycyjnego rzemiosła i sztuki Indian północnoamerykańskich, poszukiwany przez muzea, galerie i kolekcjonerów.